# Mattaldi
Mattaldi es una localidad situada en el Departamento General Roca, provincia de Córdoba, Argentina.
Se encuentra situada sobre la ruta provincial N.º 27, a 400 km de la Ciudad de Córdoba, aproximadamente.
La principal actividad económica de la localidad es la agricultura seguida por la ganadería, siendo el principal cultivo la soja.
La industria se encuentra estrechamente relacionada con el campo. Existen en la localidad establecimientos agrícolas como plantas de silos, centros de ventas de maquinarias para la agricultura, etc.
También existe una escuela secundaria y una escuela primaria.
La localidad es atravesada por el ferrocarril de cargas General San Martín.

## Club Atlético y Cultural Mattaldi
Es la única institución deportiva de la localidad fundada el 29 de abril de 1934, donde la comisión directiva y sus asociados se reunían en un galpón de chapas que estaba ubicado en lo que es ahora la Avenida San Martín. Recién en 1941 se comenzó a construir la sede actual ubicada en San José y Tucumán por la iniciativa de un grupo de vecinos que deseaban practicar fútbol de forma organizada compitiendo con clubes de la región y que a la vez fuese un ámbito de encuentro comunitario.
En los años 50 obtuvo los terrenos ubicados en el sector noreste de la localidad donde actualmente se encuentra enclavado el Estadio “Los Eucaliptus” que se ubica en el camino a ruta provincial N° 27 s/n,donde además se construyeron las canchas para divisiones inferiores y un predio de doma.
En fútbol se afilió a la Liga Regional de Fútbol General Roca, en la cual se consagró campeón en 5 oportunidades,levantó los Torneos Anuales de 1981,1983 y 1989, y los torneos cortos Apertura 2007 y Clausura 2010.
Tiene una pica histórica con los clubes de la localidad de Jovita que son el Deportivo Moto Kart y el Recreativo Estrellas,aunque hoy en día rivaliza con el Cultural Villa Valeria.
Es conocido como "El Cultu" y sus colores representativos son el Azul (alternando en ocasiones en tonos celeste) y Blanco. En el salón de fiestas se organizaron numerosos eventos festivos y comunitarios, como así también se realizaron funciones cinematográficas. Actualmente, en su sede social los socios y vecinos se reúnen cotidianamente para compartir juegos de mesa.

## El castillo
Construido por una princesa francesa alrededor del año 1916. Se dice que fue construido para deslumbrar a un noble de quien estaba profundamente enamorada. En los años 30 vivió Carpe dando lugar al clima más agropecuario de la historia. El castillo cubría unos treinta metros de largo, de tres pisos, con cuatro torres almenadas y grandes ventanales. Un amplio jardín cubierto de lilas, que se mezclaban con la gran arboleda que rodeaba la construcción.
El castillo no fue terminado y su dueña debió entregarlo como parte de pago de una hipoteca. Varias familias lo habitaron hasta que se convirtió en tierra de nadie y terminó demolido.

## Educación

### El IPEM
Esta realidad cambió gracias al decreto del Poder Ejecutivo No 2233, del 26 de abril de 1985 en que el primer secundario local comenzó con su dictado de clases en el edificio de la Escuela Primaria San Luis.
Allí 31 adolescentes de entre 14 y 20 años integraron el primer año (única división), 12 profesores, 1 secretaria y con la dirección a cargo de la farmacéutica Mirtha Galende. Al no contar con edificio propio, al año siguiente el Sr. Aroldo Fortuna donó a la institución una hectárea de terreno ubicado sobre la ruta provincial No 27 para destinarlo a la construcción del edificio.
El mismo se inauguró formalmente en marzo del año 1994. La directora destacó en este nuevo cumpleaños de la institución el esfuerzo por poder alcanzar “una mayor integración familiar”, ya que con el edificio en la localidad “se terminaron los internados”, concluyó.
En este sentido, destacó la importancia de contar con una casa de estudio en la localidad, ya que con ello se logra a diario un sentido de pertenencia de los jóvenes con su propia comunidad. También llamó a todos a seguir trabajando para lograr una mayor calidad no solo a nivel académico, sino también institucional.”Educar, luchar por los chicos, predicar con el ejemplo”, sentenció la máxima autoridad institucional
Como parte final del acto, se pasaron unas diapositivas cuyo objetivo fue ofrecer un recorrido por la historia de la institución, y también en forma conjunta con el secretario municipal se descubrió un logo que a partir de ahora formará parte de la vida de la institución.

## Expo-Mattaldi
Todos los años se realiza en las instalaciones del IPEM 178, la Expo-Mattaldi, una exposición industrial, comercial, histórica y ganadera en la cual expositores de toda la zona muestran sus productos.
En el año 2004 se realizó la decimotercera expo, contando con una gran cantidad de expositores de las más variadas procedencias.
Además, los alumnos realizan de varios cursos representan a la escuela con sus stands.
En el año 2013 una fuerte lluvia destruyó todo, un día antes que empezara la expo. Con la ayuda de los alumnos y de la comunidad lograron hacer un paso más adelante y seguir con este fenomenal proyecto.
Actualmente el día 12 y 13 de octubre de 2019 se llevó a cabo la vigésima novena edición de la exposición Mattaldi en la que participan expositores locales y regionales. 
También en la Escuela, un grupo de alumnos conforman el CAJ de Teatro. Hacen obras de teatros, y la plata que recaudan la utilizan para comprar objetos, para las próximas obras.

## Banco
Hay en el pueblo una sucursal del Banco de la Nación Argentina, siendo la segunda dependencia que la entidad nacional posee en el departamento General Roca debido a que la restante se encuentra en la localidad de Villa Huidobro.
La sucursal, que se ubica en la zona céntrica a pocos metros del edificio municipal, cuenta con dos cajeros automáticos y con una planta de personal de 9 operarios, de los cuales cuatro pertenecen a Mattaldi.
Dicha sucursal tendrá a su cargo PPP (puesto de promoción permanente) que se inaugurara el próximo año en la vecina localidad de Jovita.

## Defensa Civil

### Sociedad de Bomberos Voluntarios de Mattaldi
La sociedad de bomberos voluntarios de mattaldi surgió, debido a un incendio que se desataba en una vivienda de nuestra localidad por 1993, siendo así auto convocados los vecinos para sofocar y extinguir el incendio.
Inmediatamente surgiendo así la necesidad de un cuerpo de Bombero Voluntario en la localidad. Siendo que estaba desprotegida a cualquier tipo de siniestros. Encabezando este proyecto, el ciudadano José D’angelo oriundo de Luján (Bs. As) y siendo Bombero Voluntario. convocó gente para hacer provisoriamente un grupo de personas para acudir a estos siniestros. Después de varias reuniones sin tener ningún efecto, José D’angelo, decide hacer la primera reunión oficial en su casa, invitando a gente para formar Bombero Voluntarios. a la misma asistieron, el jefe de Villa Huidobro, el jefe de la regional, y el secretario de la regional de aquella época., gente del pueblo, Entre otros.
Después de hacer conocer que es Bomberos Voluntarios. Al año siguiente en 1994 quedó formalmente constituida la comisión directiva y el cuerpo activo. En junio del mismo año se obtuvo la personería jurídica.
Con el surgimiento de la idea de la institución, los habitantes del pueblo, quienes como pudieron aportaron su granito de arena. Para que el sueño de Bomberos Voluntarios sea realidad, y así sentirse protegido y seguro, sabiendo que tienen a su “grito de ayuda” alguien que este disponible y dispuesto a dar su vida por los demás.
Fecha de Fundación: 31 de marzo de 1994 (31 años)
Sáenz Peña y Diag. S.Eugenio. X6271 Mattaldi
Telefax: (03583) 481440